# Dubai Tennis Championships and Duty Free Women's Open 2002
Dubai Tennis Championships and Dubai Duty Free Women's Open 2002 - тенісні турніри, що проходили на відкритих кортах з твердим покриттям Aviation Club Tennis Centre в Дубаї (ОАЕ). Належали до серії International Gold в рамках Туру ATP 2002, а також до серії Tier II в рамках Туру WTA 2002. Чоловічий турнір тривав з 25 лютого до 3 березня 2002 року, а жіночий - з 18 до 23 лютого 2002 року. Фабріс Санторо і Амелі Моресмо здобули титул в одиночному розряді.

## Фінальна частина

### Одиночний розряд, чоловіки
Фабріс Санторо —  Юнес Ель-Айнауї 6–4, 3–6, 6–3
- Для Санторо це був 1-й титул за рік і 12-й - за кар'єру.

### Одиночний розряд, жінки
Амелі Моресмо —  Сандрін Тестю 6–4, 7–6(7–3)
- Для Моресмо це був 1-й титул за рік і 8-й — за кар'єру.

### Парний розряд, чоловіки
Марк Ноулз /  Деніел Нестор —  Джошуа Ігл /  Сендон Столл 3–6, 6–3, [13–11]
- Для Ноулза це був 2-й титул за сезон і 19-й - за кар'єру. Для Нестора це був 2-й титул за сезон і 22-й - за кар'єру.

### Парний розряд, жінки
Барбара Ріттнер /  Марія Венто-Кабчі —  Сандрін Тестю /  Роберта Вінчі 6–3, 6–2
- Для Ріттнер це був єдиний титул за сезон і 5-й — за кар'єру. Для Венто-Кабчі це був 1-й титул за рік і 1-й — за кар'єру.